# Brasil Tennis Open 2024 - Doppio
Il doppio del torneo di tennis professionistico Brasil Tennis Open 2024, facente parte della categoria Challenger 50 nell'ambito dell'ATP Challenger Tour 2024, si è giocato dal 29 aprile al 5 maggio a Porto Alegre, in Brasile. Questa è stata la prima edizione di questo torneo.
In finale Roberto Cid Subervi e Kaichi Uchida hanno sconfitto Patrick Harper e David Stevenson con il punteggio di 5–7, 7–6(1), [10–6].

## Teste di serie
1. Mateus Alves /  Daniel Dutra da Silva (quarti di finale, ritirati)
2. Luís Britto /  Gonzalo Villanueva (quarti di finale)

1. Pedro Boscardin Dias /  Álvaro Guillén Meza (primo turno)
2. Patrick Harper /  David Stevenson (finale)

## Wildcard
1. Guilherme Clezar /  Fabrício Neis (primo turno)

1. Luís Miguel /  Karue Sell (quarti di finale)

## Alternate
1. Wilson Leite /  Pedro Sakamoto (primo turno)
2. Franco Ribero /  Leonid Sheyngezikht (primo turno)

1. Enrique Bogo /  Hernando José Escurra Isnardi (primo turno)
2. Leonardo Aboian /  Valerio Aboian (semifinale)

## Tabellone

### Legenda
| - Q = Qualificato - WC = Wild card - LL = Lucky loser | - ALT = Alternate - SE = Special Exempt - PR = Protected Ranking | - w/o = Walkover - r = Ritirato - d = Squalificato |

|  | Primo turno | Primo turno                     | Primo turno                     | Primo turno | Primo turno |  |  | Quarti di finale | Quarti di finale         | Quarti di finale         | Quarti di finale         | Quarti di finale     |   |   | Semifinali | Semifinali                     | Semifinali             | Semifinali                        | Semifinali |   |      | Finale | Finale | Finale | Finale | Finale |  |
|  |             |                                 |                                 |             |             |  |  |                  |                          |                          |                          |                      |   |   |            |                                |                        |                                   |            |   |      |        |        |        |        |        |  |
|  | 1           | M Alves D Dutra da Silva        | 7                               | 62          | [10]        |  |  |                  |                          |                          |                          |                      |   |   |            |                                |                        |                                   |            |   |      |        |        |        |        |        |  |
|  |             | S Watanabe T Yuzuki             | 62                              | 7           | [2]         |  |  | 1                | M Alves D Dutra da Silva | M Alves D Dutra da Silva | M Alves D Dutra da Silva |                      |   |   |            |                                |                        |                                   |            |   |      |        |        |        |        |        |  |
|  |             | C Hemery A Ouakaa               | C Hemery A Ouakaa               | 712         | 6           |  |  |                  | C Hemery A Ouakaa        | C Hemery A Ouakaa        | C Hemery A Ouakaa        | w/o                  |   |   |            |                                |                        |                                   |            |   |      |        |        |        |        |        |  |
|  | Alt         | W Leite P Sakamoto              | W Leite P Sakamoto              | 610         | 3           |  |  |                  |                          |                          |                          |                      |   |   |            | C Hemery A Ouakaa              | C Hemery A Ouakaa      | 3                                 | 61         |   |      |        |        |        |        |        |  |
|  | 4           | P Harper D Stevenson            | P Harper D Stevenson            | 6           | 6           |  |  |                  |                          | 4                        | P Harper D Stevenson     | P Harper D Stevenson | 6 | 7 |            |                                |                        |                                   |            |   |      |        |        |        |        |        |  |
|  |             | LE Ambrogi I Carou              | LE Ambrogi I Carou              | 2           | 2           |  |  | 4                | P Harper D Stevenson     | P Harper D Stevenson     | P Harper D Stevenson     | w/o                  |   |   |            |                                |                        |                                   |            |   |      |        |        |        |        |        |  |
|  | Alt         | E Bogo HJ Escurra Isnardi       | E Bogo HJ Escurra Isnardi       | 65          | 4           |  |  |                  | F Mena S Sakellaridis    | F Mena S Sakellaridis    | F Mena S Sakellaridis    |                      |   |   |            |                                |                        |                                   |            |   |      |        |        |        |        |        |  |
|  |             | F Mena S Sakellaridis           | F Mena S Sakellaridis           | 7           | 6           |  |  |                  |                          |                          |                          |                      |   |   | 4          | Patrick Harper David Stevenson | 7                      | 61                                | [6]        |   |      |        |        |        |        |        |  |
|  |             | R Cid Subervi K Uchida          | R Cid Subervi K Uchida          | 6           | 6           |  |  |                  |                          |                          |                          |                      |   |   |            |                                |                        | Roberto Cid Subervi Kaichi Uchida | 5          | 7 | [10] |        |        |        |        |        |  |
|  | WC          | G Clezar F Neis                 | G Clezar F Neis                 | 3           | 2           |  |  |                  | R Cid Subervi K Uchida   | R Cid Subervi K Uchida   | 7                        | 6                    |   |   |            |                                |                        |                                   |            |   |      |        |        |        |        |        |  |
|  | WC          | L Miguel K Sell                 | L Miguel K Sell                 | 6           | 6           |  |  | WC               | L Miguel K Sell          | L Miguel K Sell          | 62                       | 3                    |   |   |            |                                |                        |                                   |            |   |      |        |        |        |        |        |  |
|  | 3           | P Boscardin Dias Á Guillén Meza | P Boscardin Dias Á Guillén Meza | 3           | 4           |  |  |                  |                          |                          |                          |                      |   |   |            | R Cid Subervi K Uchida         | R Cid Subervi K Uchida | 6                                 | 6          |   |      |        |        |        |        |        |  |
|  |             | R Stepanov A Urrea              | R Stepanov A Urrea              | 4           | 4           |  |  |                  |                          | Alt                      | L Aboian V Aboian        | L Aboian V Aboian    | 4 | 3 |            |                                |                        |                                   |            |   |      |        |        |        |        |        |  |
|  | Alt         | L Aboian V Aboian               | L Aboian V Aboian               | 6           | 6           |  |  | Alt              | L Aboian V Aboian        | L Aboian V Aboian        | 6                        | 6                    |   |   |            |                                |                        |                                   |            |   |      |        |        |        |        |        |  |
|  | Alt         | F Ribero L Sheyngezikht         | F Ribero L Sheyngezikht         | 0           | 2           |  |  | 2                | L Britto G Villanueva    | L Britto G Villanueva    | 3                        | 4                    |   |   |            |                                |                        |                                   |            |   |      |        |        |        |        |        |  |
|  | 2           | L Britto G Villanueva           | L Britto G Villanueva           | 6           | 6           |  |  |                  |                          |                          |                          |                      |   |   |            |                                |                        |                                   |            |   |      |        |        |        |        |        |  |